# Anderson Santamaría
Anderson Santamaría Bardales (ur. 10 stycznia 1992 w Huánuco) – peruwiański piłkarz występujący na pozycji środkowego obrońcy, reprezentant Peru, od 2024 roku zawodnik meksykańskiego Santosu Laguna.

## Kariera klubowa
Santamaría rozpoczynał swoją karierę w zespole Inti Gas Deportes z siedzibą w Ayacucho. W peruwiańskiej Primera División zadebiutował w wieku osiemnastu lat za kadencji szkoleniowca Edgara Ospiny, 29 sierpnia 2010 w wygranym 2:0 spotkaniu z José Gálvez. Już po upływie kilku miesięcy został podstawowym graczem ekipy, premierowego gola w najwyższej klasie rozgrywkowej zdobywając 2 maja 2012 w wygranej 2:1 konfrontacji z Cienciano. Ogółem w Inti Gas spędził trzy lata, nie odnosząc jednak poważniejszych sukcesów, po czym przeszedł do Leónu de Huánuco. Tam z miejsca wywalczył sobie niepodważalne miejsce w wyjściowym składzie, a szczególnie udany był dla niego sezon 2015, kiedy to grając na pozycji defensywnego pomocnika został najlepszym strzelcem drużyny (trzynaście goli we wszystkich rozgrywkach). Jednocześnie spadł jednak z Leónem do drugiej ligi, bezpośrednio po tym odchodząc z klubu.
Wiosną 2016 Santamaría został piłkarzem ówczesnego mistrza Peru – drużyny FBC Melgar z miasta Arequipa. Jako kluczowy zawodnik środka pola już w sezonie 2016 wywalczył z nią tytuł wicemistrza kraju.

## Kariera reprezentacyjna
W seniorskiej reprezentacji Peru Santamaría zadebiutował za kadencji selekcjonera Ricardo Gareki, 14 czerwca 2017 w wygranym 3:1 meczu towarzyskim z Jamajką.